# Pteropus nitendiensis
Pteropus nitendiensis — вид рукокрилих, родини Криланових.

## Поширення, поведінка
Країни поширення: Соломонові острови — острови Nendö, Tömotu Neo. Лаштує сідала поодинці і в невеликих групах, але також іноді і в великих групах (до 100 чи 200 особин). Живе у первинних лісах, вторинних лісах і садах. Раціон цього виду складається з мангрових квітів (Bruguiera gymnorrhiza) і фруктів.

## Загрози та охорона
Розширення садів (натуральне сільське господарство), ймовірно, обмежить доступність місць спочинку. Деяка ступінь полювання, ймовірно, є загрозою. Вид вразливий до випадкових подій (зокрема, циклонів). Він занесений до Додатка II СІТЕС. Не відомо, чи вид присутній в будь-яких природоохоронних територіях.